# Gyapjúzsák
A gyapjúzsák a kőzetek jellegzetes lepusztulásformája, amely az exfoliáció során jön létre. Meleg, mérsékelten nedves klímán fordul elő a lapos héjak, pikkelyek egymás utáni leválásának tömeges (pl. gránit vagy bazalt) mállásakor - a pikkelyek, lemezek vastagsága néhány milliméter, de akár több méter is lehet.

## A gömbhéjas mállás
Az exfoliáció némelyik kisebb arányú formája (a gömbhéjas mállás) csak bizonyos magmás kőzetek tömbjein figyelhető meg. Eredménye legömbölyített kőzetmagok („gyapjúzsákok”) tömege, amelyet mállott anyag vesz körül. 

### Nyomóerő változás
A geológusok egy része szerint gömbhéjas elválás akkor következik be, amikor nagy mélységben keletkezett kőzetek a felszínre kerülnek. A terhelés megszűntével a korábbi nyomóerők csökkennek, ezért a kőzet kitágul, és a felszínnel párhuzamosan megrepedezik. A repedések azonban gyakran nem párhuzamosak a földfelszínnel, s ez másféle eredetre utalhat. 

### Hőingadozás
A gömbhéjas elválás másik okának tartják az erős napi hőingadozást is, amely különösen a sivatagokra jellemző. Nappal az átforrósodó kőzetek kitágulnak, éjjel gyorsan lehűlve összehúzódnak. Korábban feltételezték, hogy a felszíni nagy kőtömbökről ilyen módon is leválhatnak vékony hasábok. 

### Agyagásványosodás
A hőingadozás az elképzelésnek ellentmondanak az elektromos fűtő-hűtő berendezések segítségével végzett kísérletek, amikor is a sivatagokban mérhetőnél lényegesen magasabb, illetve alacsonyabb hőmérsékletek több ezerszeres ismétlődése sem hozott létre töréseket (még mikroszkopikus méretűeket sem) a kőzetmintákban. A mállott kőzetről levált vékony héjak vizsgálata kimutatta, hogy az exfoliáció egyik gyakori oka a lassú agyagásványosodás, minthogy az agyagásványok képződése térfogat-növekedéssel jár. A felszínre került kőzet benedvesedő felülete gyorsan kiszárad, de az apró repedésekbe behatolt nedvesség hosszabb ideig megmarad. Megindul a kőzet átalakulása, mállása, a fellépő duzzadás miatt pedig a kőzetfelszínnel nagyjából párhuzamosan pikkelyek válnak le.

## Előfordulása
Ilyen jelenség Magyarországon a Velencei-hegység, illetve a Pákozdi bánya gránit ingókövein figyelhető meg.